# Jardin Cesária-Évora
Le jardin-promenade Cesária-Évora est un espace vert situé le long de la rue Cesária-Évora dans le 19e arrondissement de Paris, dans le quartier du Pont-de-Flandre.

## Situation et accès
Le jardin Cesária-Évora est accessible par la ligne E du RER et la ligne 3b du tramway d'Île-de-France à la gare Rosa-Parks.

## Caractéristiques
Le jardin prend une forme triangulaire de 10 800 m2 prolongée par une promenade, situé entre la rue Cesária-Évora et le faisceau ferroviaire de la Gare de l'Est, en remblai, limité par le parvis Rosa-Parks, parvis de la gare Rosa-Parks, et les voies de la ligne de Petite Ceinture (noyées dans le pavage à cet endroit) à l'ouest et par le quai de la Gironde, le long du canal Saint-Denis à l'est. La proximité du canal permet de mettre en valeur une végétation plus humide à cette extrémité là. Dans la partie ouest, plus large, des « salons à thème » sont aménagés. Le jardin est totalement ouvert, dépourvu de clôture. Il réussit également à intégrer les voies ferrées de garage de la Petite Ceinture, désormais noyées dans la pelouse et le pavage jusqu'au parvis de la gare Rosa-Parks.

## Origine du nom
Comme la rue Cesária-Évora adjacente, le jardin reprend le nom de la chanteuse cap-verdienne Cesária Évora,.

## Historique
Le terrain qu'occupera le jardin était autrefois occupé par des rampes d'accès à l'Entrepôt Macdonald depuis le quai de la Gironde, un parking automobile et des voies de la Petite Ceinture. Lors de l'opération GPRU Paris Nord-Est - secteur Macdonald, l'entrepôt est reconverti en immeuble de bureaux, logements et commerces et les rampes sont détruites. De même, les voies ferrées, voies de garage de la Petite Ceinture étant désormais inutiles à cet endroit, elles sont neutralisées. Comme il s'agit alors d'un espace assez restreint entre Entrepôt Macdonald et mur de soutènement du faisceau ferroviaire de la Gare de l'Est, il est rapidement décidé d'y aménager un jardin. Entre-temps, le terrain, goudronné, accueille un parking sauvage jusqu'au début des travaux. Le jardin ouvre en deux phases, la partie ouest en été 2019 et la seconde en décembre de la même année.

## Galerie

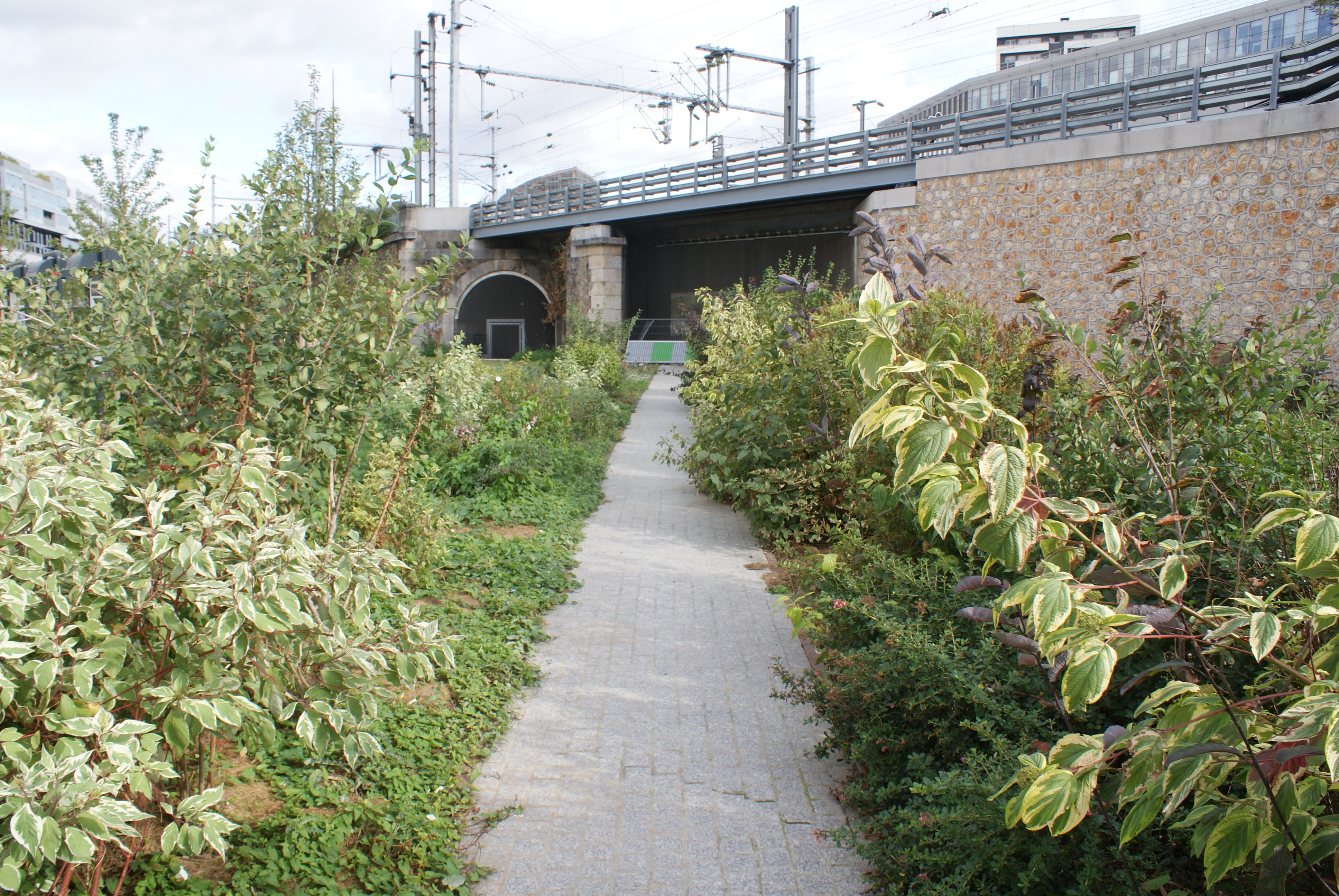
Les voies de la Petite Ceintures, intégrées au jardin, avant leur passages sous le faisceau de la Gare de l'Est
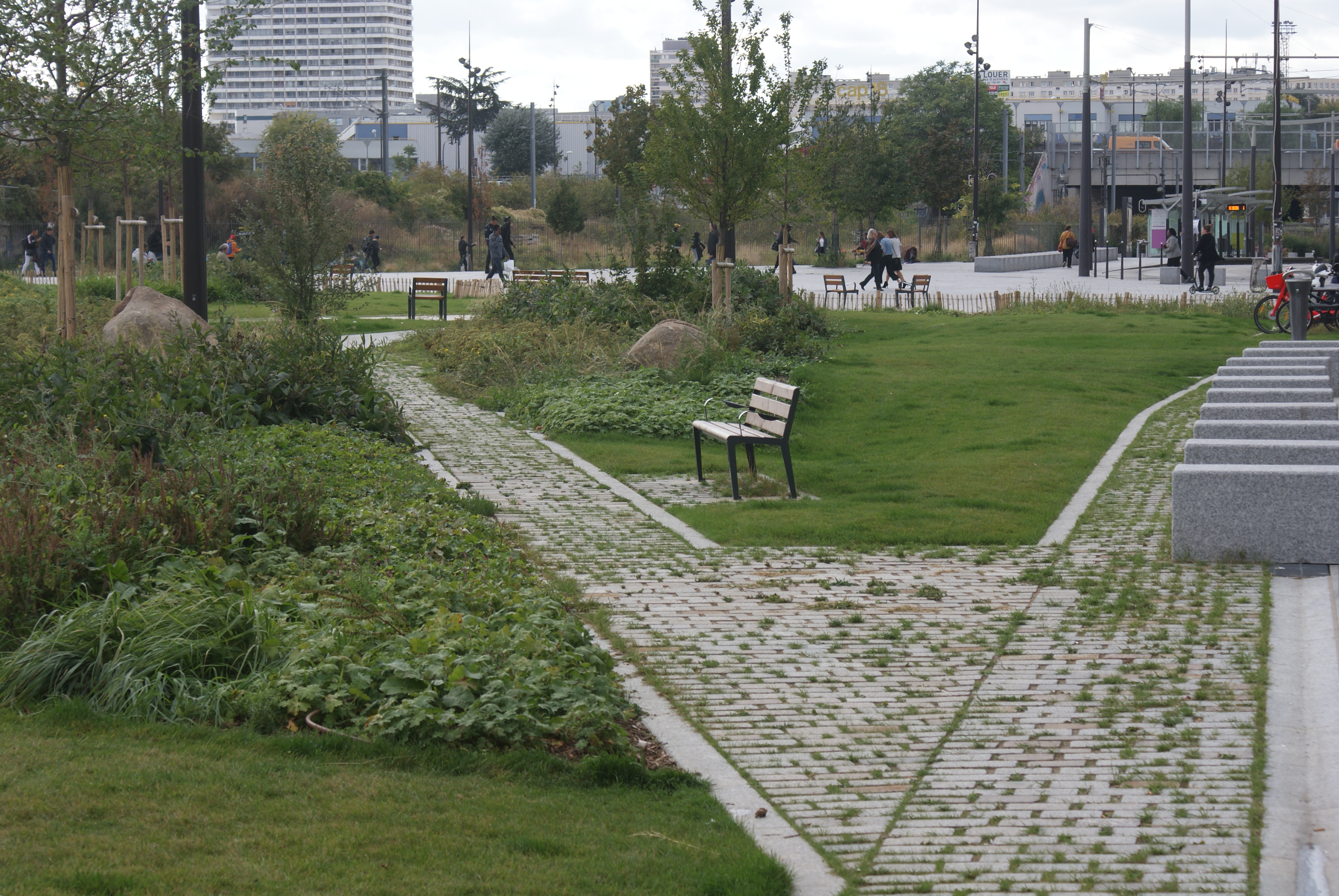
Vue générale du jardin.
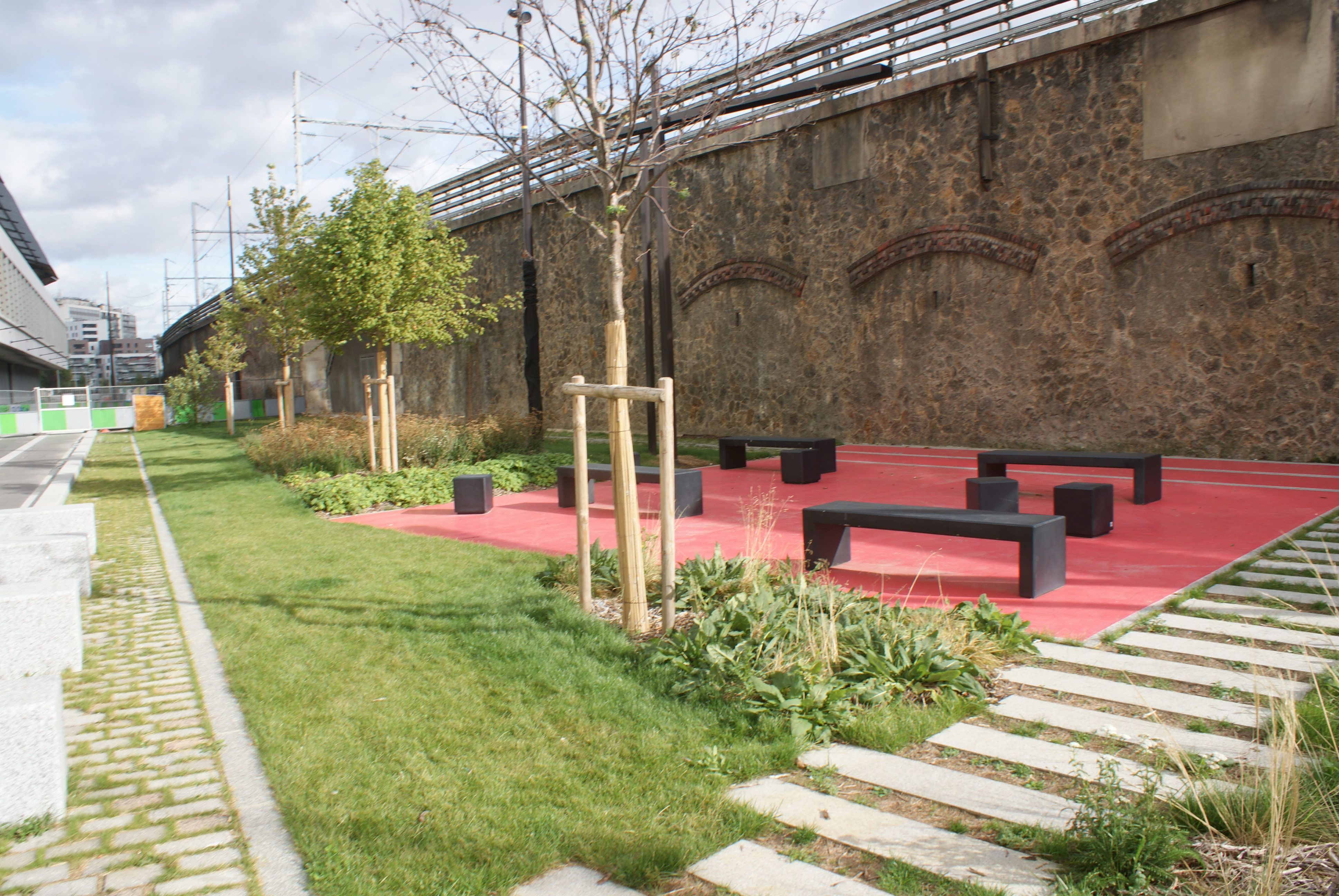
Un des « salons à thème ».
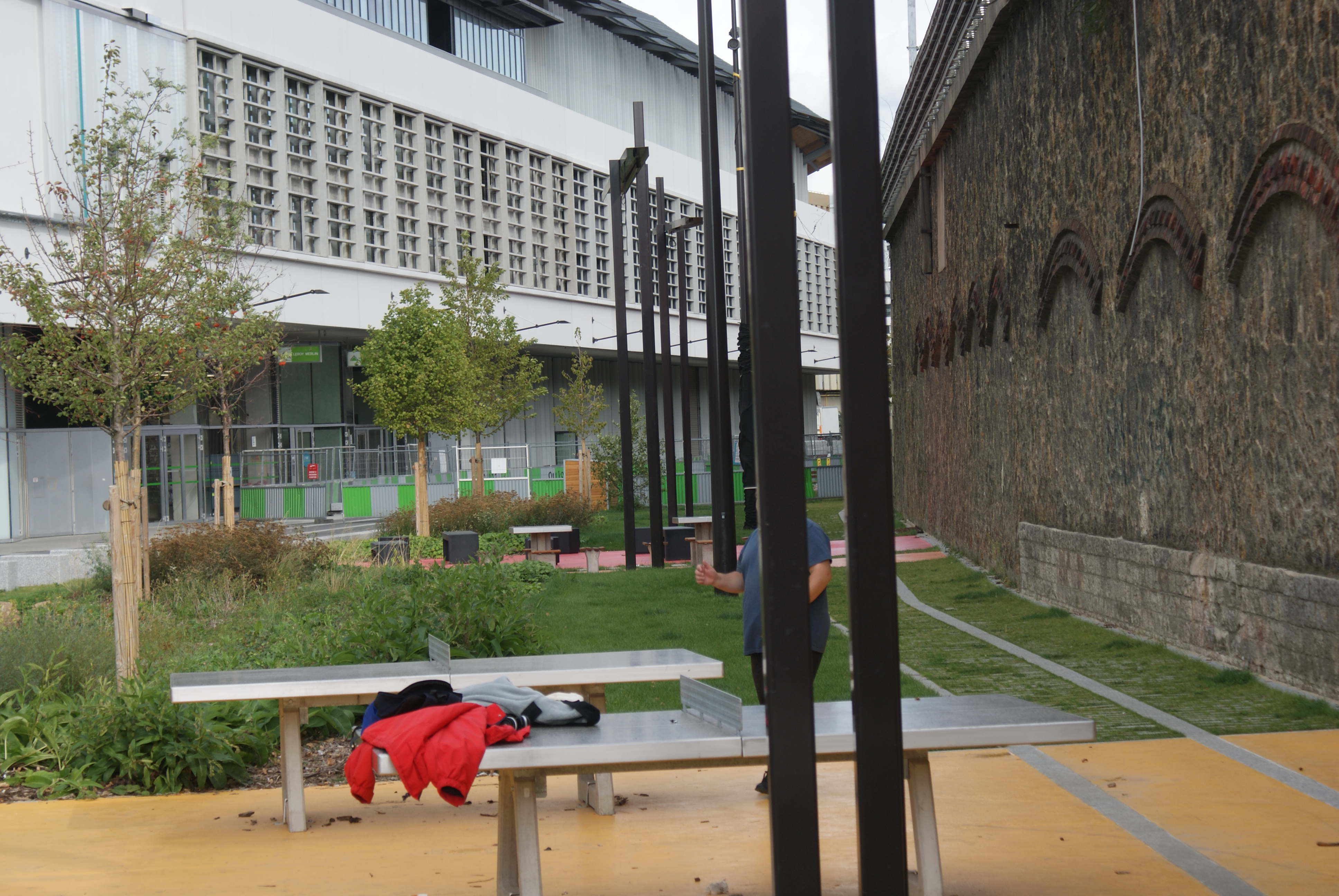
Un des « salons à thème » et aire de jeux.
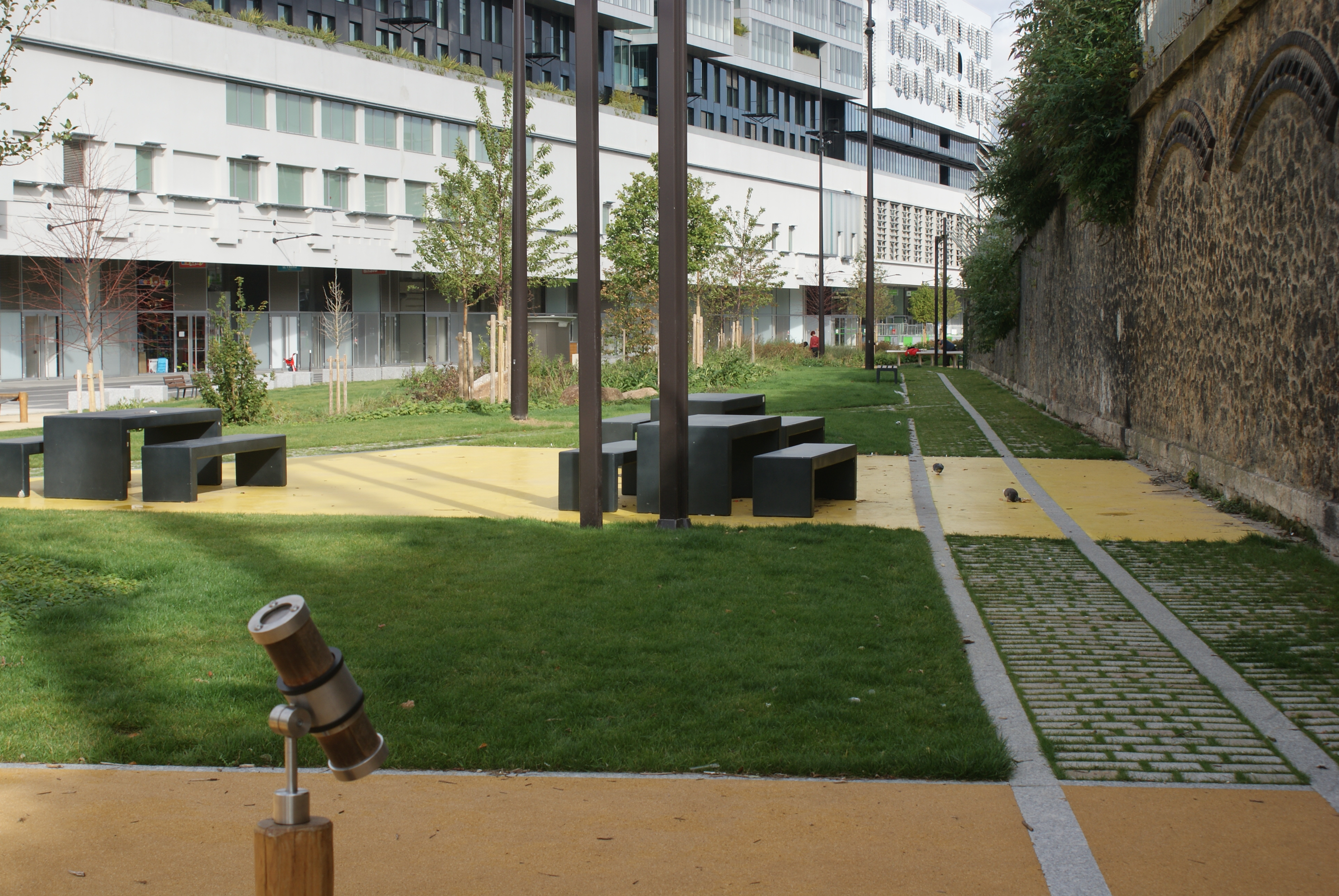
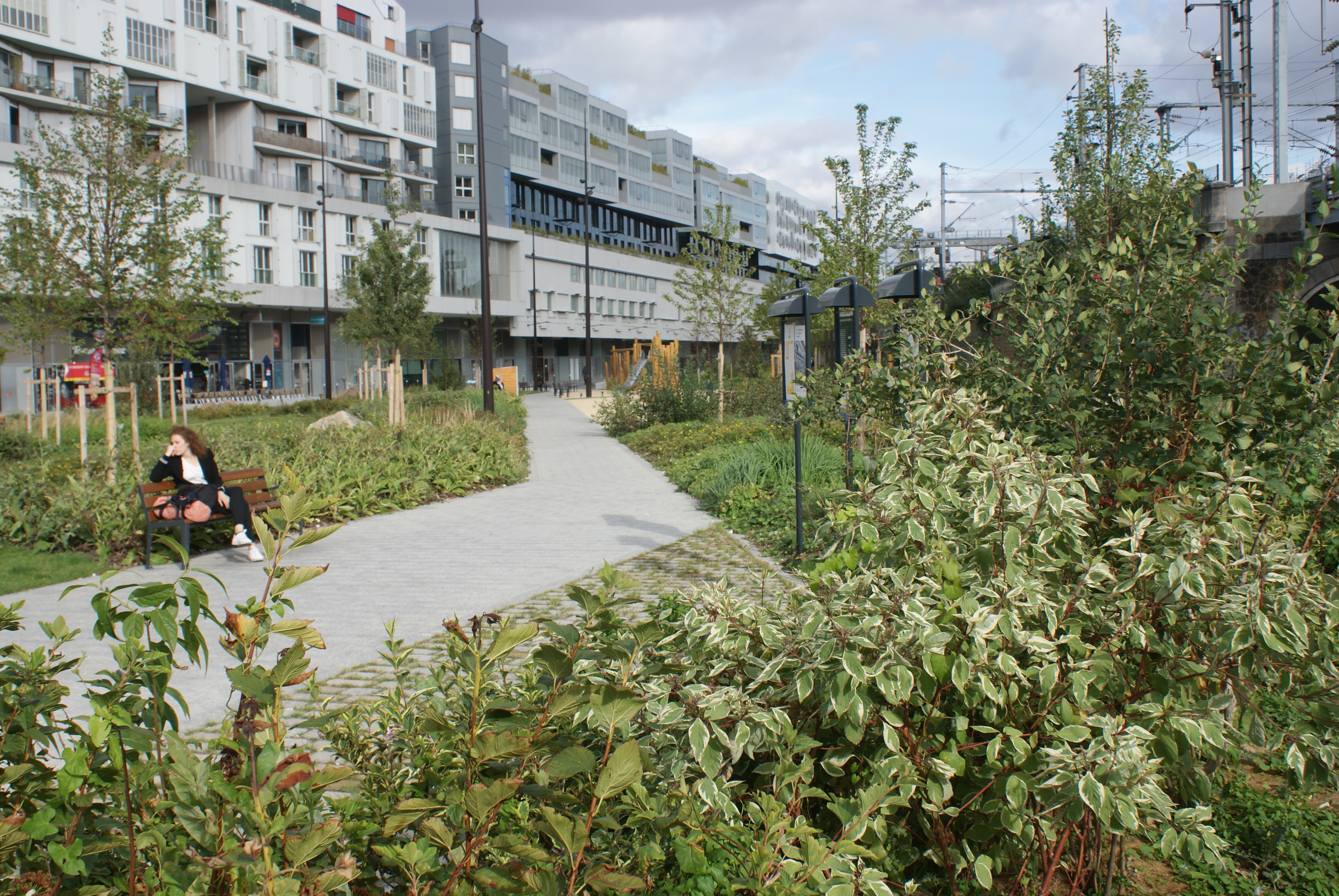
Promenade au pied de l'Entrepôt Macdonald.
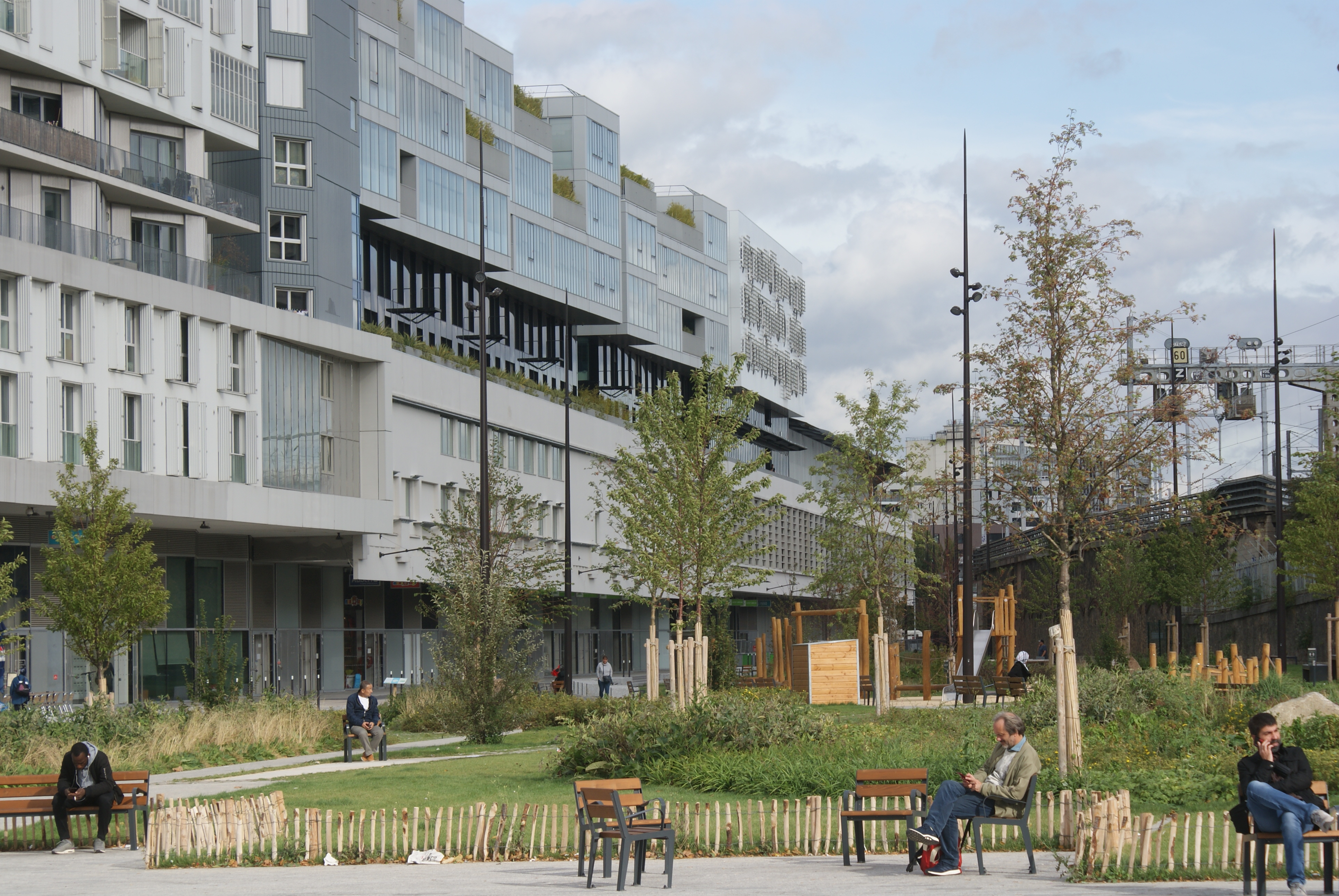